# 룩인
룩인(Look-in)은 영국의 ITV 텔레비전 프로그램을 중심으로 한 아동 잡지였으며, 부제는 "The Junior TVTimes"였다. 1971년 1월 9일부터 1994년 3월 12일까지 발행되었다. 1985년에 BBC 기반 경쟁자인 BEEB가 잠깐 등장했다. 1989년에 또 다른 경쟁자인 패스트 포워드가 출시되었고, 룩인보다 더 많이 팔렸다.